# معركة خان يونس
معركة خان يونس (بالتركية: Han Yunus Muhaberesi) هي معركة قامت بين الدولة العثمانية والمماليك في 28 أكتوبر 1516. حيث قامت قوات سلاح فرسان المماليك بقيادة جان بردي الغزالي بالهجوم على العثمانيين الذين كانوا يحاولون عبور غزة بطريقهم إلى مصر. استطاع الجيش العثماني بقيادة سنان باشا الخادم تحقيق النصر. وأصيب بالمعركة قائد المماليك الغزالي وعاد إلى القاهرة رفقة ما بقي من جيش المماليك.